# Mats Bahr
Mats Bahr, artistnamn för  Mats Olof Ottosson, född 6 september 1929 i Göteborg, död 23 mars 1994 i Spånga, var en svensk skådespelare.
I början av sin karriär framträdde han som komiker tillsammans med två konstcyklister från Varberg. En son till dessa gör gällande, att han inspirerades till artistnamnet Bahr av gruppens namn, The Barys.[källa behövs]
Fredagen den 6 juli 1962 annonserades han med bild i Varbergs Tidning som "Krumeluren och spexaren" inför en föreställning följande söndag i Nöjesparken, Varbergs folkpark.[källa behövs]
Tony Kaplan skriver i en recension av Börje Lundbergs Stora rock'n'rollboken (Kvällsposten 9 september 2007): Ofta presenterades dessa rockentusiaster av en galning vid namn Mats Bahr. Han gjorde alltid entré på scenen genom att gå rakt mot mikrofonstativet och slå pannan i micken varefter han alltid fällde repliken: – Förlåt att jag ber om ursäkt.[källa behövs]
Mats Bahr är begravd på Kvibergs kyrkogård.

## Filmografi
- 1955 – Het är min längtan
- 1955 – Danssalongen
- 1967 – Drrapå - kul grej på väg till Götet

### Fotnoter
1. ↑  ”Mats Bahr”. Svensk Filmdatabas. http://www.sfi.se/sv/svensk-filmdatabas/Item/?type=PERSON&itemid=64915&ref=%2ftemplates%2fSwedishFilmSearchResult.aspx%3fid%3d1225%26epslanguage%3dsv%26searchword%3dMats+Bahr%26type%3dPerson%26match%3dBegin%26page%3d1%26prom%3dFalse. Läst 27 september 2012.
2. ↑  SvenskaGravar Arkiverad 17 januari 2018 hämtat från the Wayback Machine.